# Gareth Hopkins (cầu thủ bóng đá)
Gareth Hopkins (sinh ngày 14 tháng 6 năm 1980) là một tiền đạo bóng đá người Anh thi đấu cho Bishop's Cleeve.